# Ниобе (крейсер ПВО)
«Ниобе» — германский крейсер противовоздушной обороны (по советской классификации; согласно классификации Кригсмарине — «тяжёлая противовоздушная артиллерийская плавбатарея»), переоборудованный из трофейного нидерландского учебно-артиллерийского судна «Гелдерланд»: бывшего одноимённого бронепалубного крейсера (по классификации, принятой в военном флоте Российской империи — бронепалубного крейсера 2-го ранга) типа «Холланд» (в советских и следующих им российских источниках обычно называемого броненосцем береговой обороны «Гельдерланд»). Действовал на Балтике.

## Служба до 1944 года
«Гелдерланд» являлся одним из шести малых бронепалубных крейсеров типа «Холланд» (нидерл. Hollandklasse) Королевских Сил Моря (ВМС) Нидерландов, построенных в 1895—1900 годах. Первоначально предназначался для дальней крейсерской службы. Находился в боевом составе нидерландского военного флота до 1920 года и из-за нейтралитета Нидерландов не принимал участия в боевых действиях.
В 1920 году крейсер был переклассифицирован в учебно-артиллерийское судно, в качестве которого оставался до капитуляции Нидерландов перед Германией во Второй мировой войне 14 мая 1940 года.
До 1943 года немцы не предпринимали каких-либо попыток использования корабля, после чего решили переоборудовать его в тяжёлую противовоздушную артиллерийскую плавбатарею с полной заменой артиллерийского вооружения, установкой радиолокационной станции, цементированием верхней палубы и проведением некоторых иных работ. Получив новое название «Ниобе» в честь богини древнегреческой мифологии Ниобы, корабль вторично вступил в строй — уже под германским флагом — 16 марта 1944 года.

## Потопление
Служба корабля на новом поприще оказалась очень недолгой. Вступив в строй 16 марта 1944 года, он уже 16 июля 1944 года был потоплен ВВС Краснознамённого Балтийского Флота ВМФ СССР в финском порту Котка. Первые две атаки на плавучую батарею были предприняты 30 пикирующими бомбардировщиками Пе-2 12-го гвардейского пикировочно-бомбардировочного авиационного полка ВВС Краснознамённого Балтийского Флота в сопровождении 24 истребителей Як-9 уже 12 июля — в день обнаружения «Ниобе» в Котке. Но эти атаки оказались в целом безуспешными — прямых попаданий, а равно и сколько-нибудь значительных повреждений плавбатарея не получила, хотя на неё было сброшено около 70 бомб).
В результате командующим ВВС Краснознаменного Балтийского Флота генерал-лейтенантом авиации М. И. Самохиным и штабом ВВС флота в течение трёх дней была спланирована и подготовлена операция «Ураган», предназначенная специально для уничтожения финского броненосца береговой обороны «Вяйнемяйнен», за который по результатам разведки цели был принят, несмотря на возражения летавших на разведку лётчиков и дешифровальщиков полученных фотографий, «Ниобе». К участию в налёте намечалось привлечь 142 самолёта, но реально в нём приняли участие 137 машин восьми авиационных полков пяти родов авиации ВВС флота.
В первую ударную группу входили 22 пикирующих бомбардировщика Пе-2 (двумя группами по 11 самолётов) 12-го гвардейского пикировочно-бомбардировочного авиационного полка в сопровождении 18 истребителей Як-9. Каждый пикирующий бомбардировщик нес по 2 бомбы ФАБ-250 (по другим данным — по 2 ФАБ-250 и 2 ФАБ-100). Командовал ударной группой пикирующих бомбардировщиков Герой Советского Союза гвардии подполковник В. И. Раков, истребителями её прикрытия — подполковник П. И. Павлов. Вторая ударная группа — 4 топмачтовика A-20G Havoc (в советских источниках ошибочно — А-20ДО) 51-го минно-торпедного авиационного полка (ведущий группы — подполковник И. Н. Пономаренко) и 6 истребителей сопровождения Як-9. Каждый топмачтовик нёс по 2 бомбы ФАБ-1000 (от применения авиационных торпед отказались из-за мелководья). Обеспечивающие силы состояли из групп: подавления зенитной артиллерии в районе цели (23 Ил-2), сопровождения бомбардировщиков и штурмовиков (30 Як-9 и 24 ЛаГГ-3), «выметания» истребителей противника (по современной терминологии — «завоевания локального господства в воздухе») из района цели (16 Ла-5), демонстративного удара и наведения топмачтовиков (6 Пе-2), а также фотоконтроля результатов удара (6 Як-9Р). Общая бомбовая нагрузка всех бомбардировщиков и штурмовиков, участвовавших в операции, составляла 38 тонн. Командовали всеми группами непосредственно командиры полков или их заместители по лётной части.
По советским данным — ударная группа Пе-2, первый эшелон которой вышел на цель в 16 часов 52 минуты, добилась четырёх прямых попаданий бомбами ФАБ-250 в цель. Ещё 12 ФАБ-250 разорвались в воде в непосредственной близости от корабля. Несколько авиабомб, сброшенных группами штурмовиков и пикировщиков демонстративного удара также взорвались вблизи плавучей батареи. В результате — получив тяжёлые повреждения, «Ниобе» полузатонула с креном на левый борт приблизительно 40°. По германским данным — первое серьёзное повреждение плавбатарея получила от попадания всего лишь 10-кг осколочной авиабомбы АО-10, сброшенной штурмовиком Ил-2 и уничтожившей 105-мм универсальное артиллерийское орудие с боекомплектом (который сдетонировал) и расчётом (что имело своим следствием ещё и пожар). Топмачтовики обнаружили уже повреждённый корабль. В 17 часов 3 самолёта A-20G сбросили на плавбатарею 6 бомб ФАБ-1000, две из которых попали в среднюю и кормовую части корабля соответственно. На плавбатарее произошли сильные взрывы, и уже через 8 минут её командир приказал покинуть корабль. В 18 часов 40 минут «Ниобе» затонула. Потери ВВС Краснознаменного Балтийского Флота в ходе 8-минутного налёта составили всего 1 самолёт сбитым и 4 — повреждёнными.
По германским данным, 16 июля 1944 года «Ниобе» находилась в своей операционной зоне северо-восточнее Котки у восточного побережья острова Халленсаари и подверглась массированному налёту советской авиации, в котором приняли участие 8 «Босто́нов» (А-20), 52 Пе-2 и 42 Ил-2 под прикрытием 30 ЛаГГ-3. Между 15 часами 45 минутами и 16 часами 20 минутами по берлинскому времени они атаковали «Ниобе» несколькими последовательными группами с южного направления, со стороны Солнца, с высот 100—5000 м (на самом деле — топмачтовики действовали с высоты 30 м), используя авиационные бомбы, авиационные торпеды и бортовое пулемётно-пушечное вооружение.

Из рапорта командира корабля:

«Первое попадание (бомба АО-10 с Ил-2) последовало в 105-мм орудийную установку № 7. После взрыва боезапаса орудийный ствол был сброшен с лафета и упал за борт, весь его расчёт погиб. Начавшийся пожар был сразу ликвидирован подоспевшей спасательной партией. Вскоре последовало попадание ФАБ-100 с Пе-2 в 105-мм орудие — весь расчёт, орудие и боезапас уничтожены. Несмотря на это, корабль сохранял боеготовность и вел активный заградительный огонь, сбив 3 самолёта Пе-2. Затем последовали два попадания ФАБ-250 в вентиляционную трубу у машинного отделения и два — ФАБ-100 в носовую и кормовую батареи. Управление огнем было полностью нарушено, теперь командиры орудий огонь вели самостоятельно. Им удалось сбить ещё 7 самолётов. Много бомб упало в воду вокруг „Ниобе“, вызвав большие потери среди личного состава от осколков. После этого четыре бомбардировщика „Бостон“ с очень малой высоты сбросили торпеды, две из которых попали в правый борт „Ниобе“, после чего корабль получил сильный крен. Борьба экипажа за свой корабль стала безнадежной. Только одна счетверенная 20-мм зенитная установка на корме могла продолжать вести огонь».
— Потопление "НИОБЕ"
В 16 часов 8 минут по берлинскому времени командир «Ниобе» приказал экипажу плавбатареи (из которого погибло и пропало без вести (фактически тоже погибло) 63 человека и ещё 83 человека было ранено) покинуть корабль.
«Ниобе» стала крупнейшим германским боевым кораблем, самостоятельно потопленным советской авиацией в ходе Великой Отечественной войны советского народа 1941—1945 гг.
То, что в 1944 году в Котке был потоплен вовсе не «Вяйнемяйнен», а «Ниобе», выяснилось только в 1947 году, когда броненосец «Вяйнемяйнен» был обнаружен целым и невредимым, так как по условиям Парижского мирного договора Финляндия лишалась права иметь в составе своего флота броненосцы, то «Вяйнемяйнен» был продан Финляндией советскому правительству.
А остов плавбатареи «Ниобе» девять лет лежал полузатопленным в гавани Котки, пока не был поднят и разделан на металлолом в 1953 году.

## Критика операции
В 2000 году советский и российский военно-морской историк В. Д. Доценко выступил с утверждением, что для уничтожения «Ниобе» было выделено неоправданно много самолётов. Однако это утверждение представляется[кому?] в высшей степени спорным. Для времен Второй мировой войны общее правило на случай атаки авиацией крупного боевого корабля, хорошо защищённого средствами ПВО (а «Ниобе», кроме собственной зенитной артиллерии, защищали ещё 12 зенитных артиллерийских батарей ПВО военно-морской базы Котка, в которой она находилась) состояло в том, что ударных самолётов для выполнения задачи не бывает слишком много — следует заботиться лишь о том, чтобы их не было недостаточно. Например, для уничтожения линейного корабля «Ямато» в апреле 1945 года Воздушные Силы Флота США выделили 386 ударных самолётов.
Конечно, «Ниобе» было очень далеко до «Ямато», но цифра в 55 ударных самолётов против крейсера ПВО и 12 береговых зенитных батарей на этом фоне не представляется такой уж неоправданно большой.